# Casas de césped islandesas

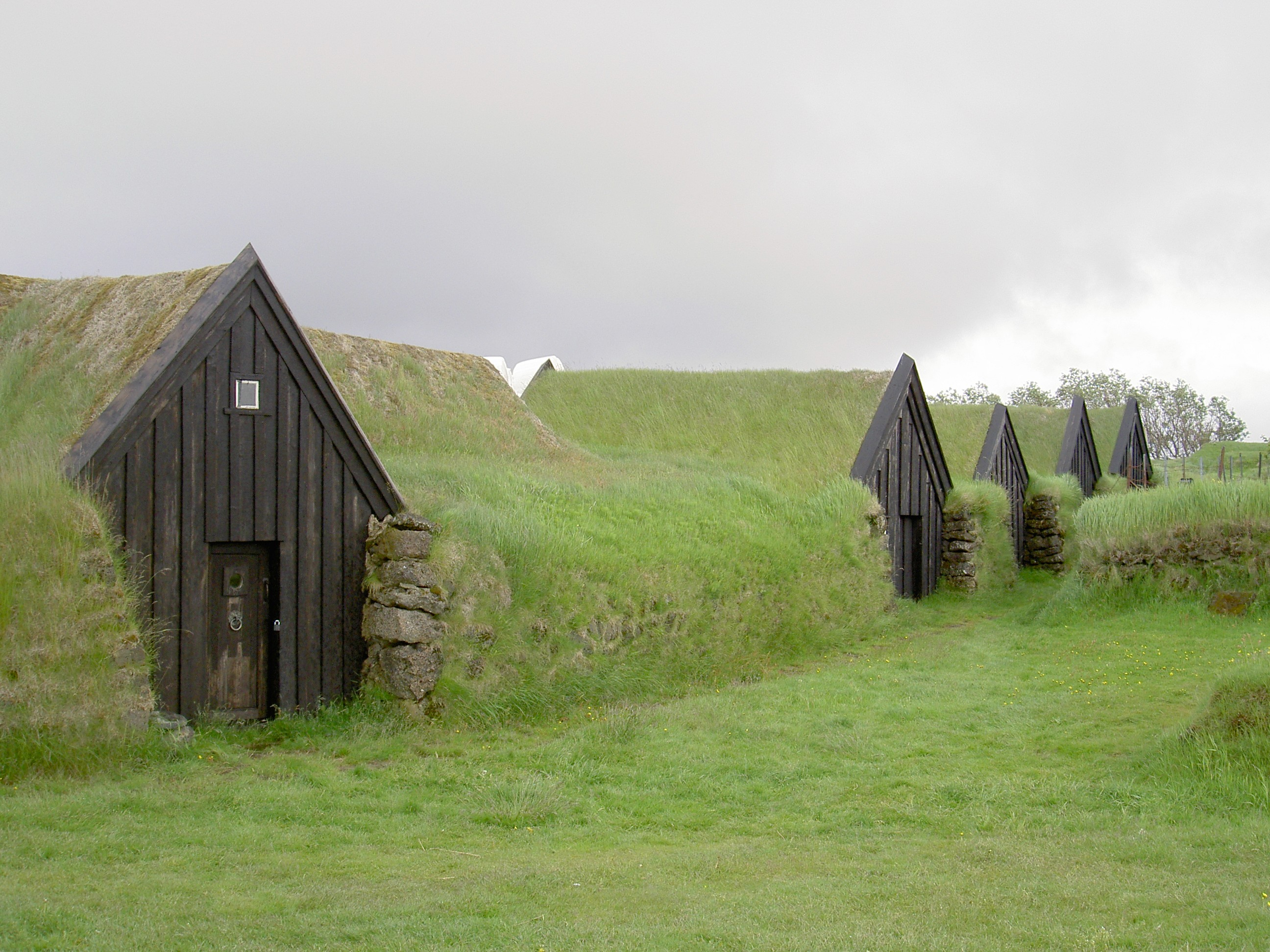
En Keldur, Rangárvallasýsla.

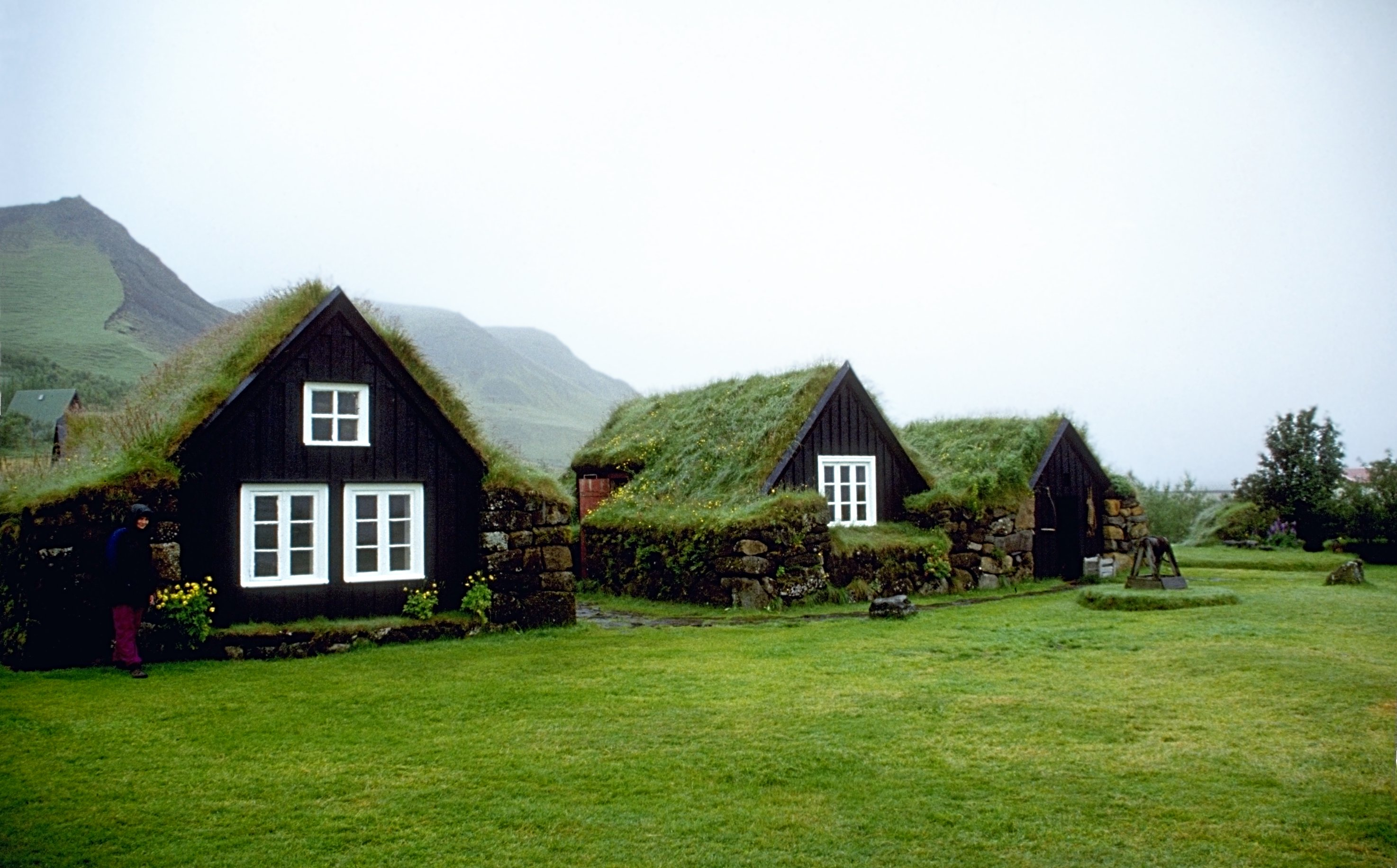
En Skógar.

Las casas de césped (o casas de tepe) fueron el tipo de casa más común en Islandia entre el s. IX y el XIX.  Se construían principalmente con tepes de césped, a los que podían añadirse piedra o madera. Producto de un clima duro, ofrecían un aislamiento superior a otras construcciones, en una época donde otros materiales escaseaban.
La mayoría de las casas de tepe conservadas hasta hoy son de estilo «tejado de aguilones» del siglo XIX.

## Construcción
Como material de construcción, el tepe era accesible y barato. Solía proceder de pantanos, y la mejor clase contenía raíces de plantas pantanosas sin arcilla ni arena. Se extraía con una guadaña o pala y se dejaba secar antes de apilarlo para la construcción. De lo contrario, podía contraerse y deformar las paredes. Además las paredes tenían que ser muy gruesas para ser estables.
Las casas de tepe ofrecían un buen aislamiento, retenían el calor adentro cuando fuera hacía frío, y no había necesidad de calefacción.
No obstante, estas casas eran un domicilio débil porque había que arreglarlos constantemente, ya que el tepe no dura igual que otros materiales. Las casas no soportaban bien la lluvia.
Casi no había madera en Islandia, así que los paneles interiores eran un signo de riqueza.

## Evolución
Originalmente las viviendas solían ser casas comunales al estilo de vikingos (grandes, estrechas y sin habitaciones), pero en el siglo XIV empezaron a abandonar este estilo por casas más pequeñas interconectadas.
A principios del siglo XIX, el estilo de «tejado de aguilones» se popularizó, el tejado tenía sus lados extremos de madera. Los islandeses empezaron a dejar este tipo de viviendas con la modernización del siglo XIX, pero siguen como una pieza del patrimonio nacional.
En 2011, Islandia propuso que 12 de sus casas de tepe y 2 iglesias de tepe fueran incluidas en la Lista Indicativa del Patrimonio de la Humanidad.

## Galería

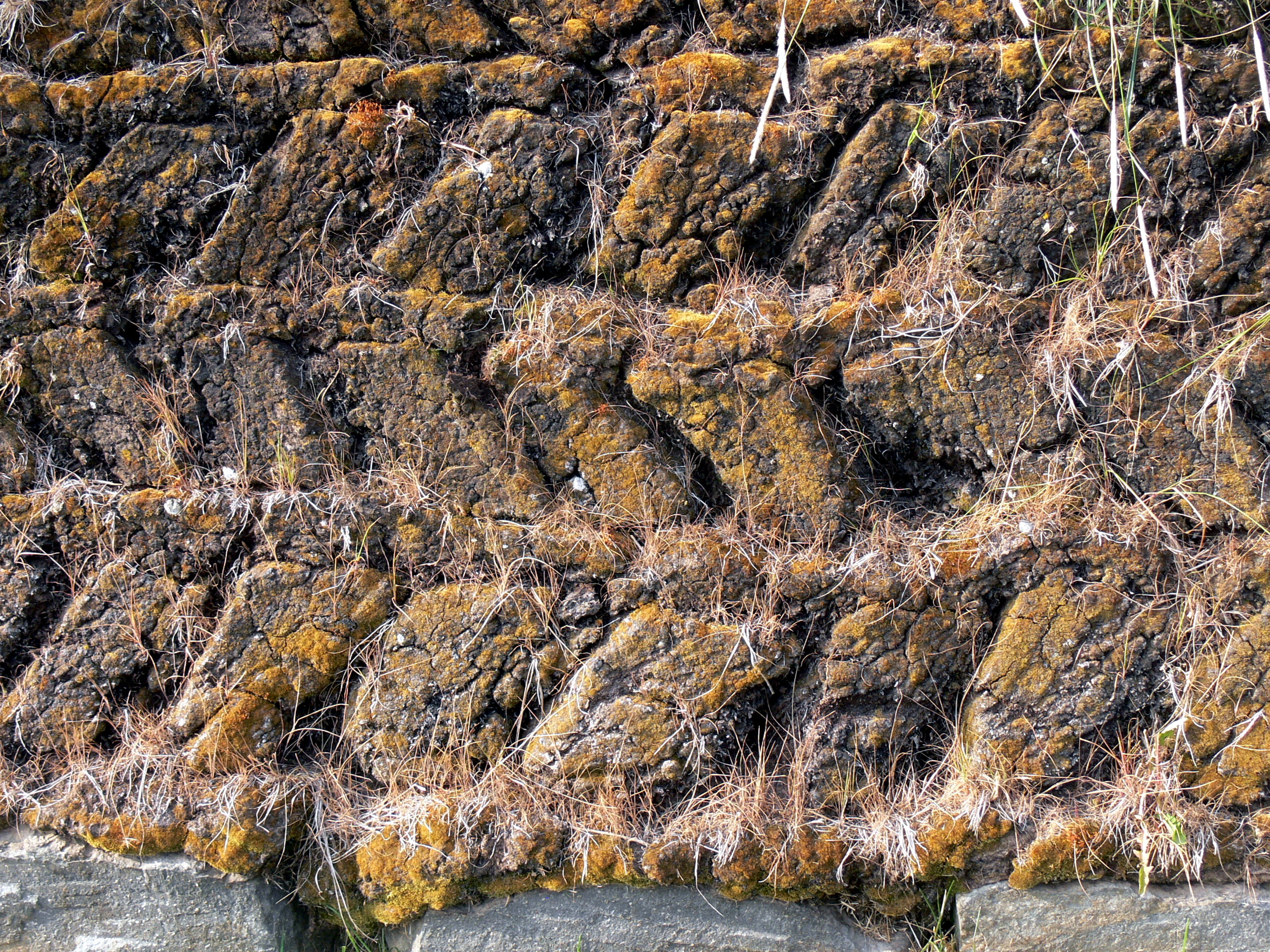
Estratos de tepes.
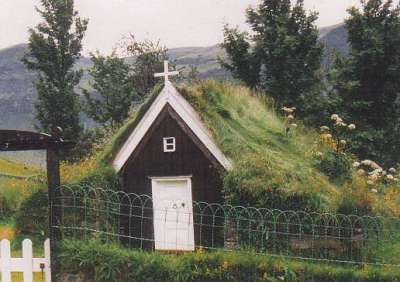
La iglesia de Núpsstaður.
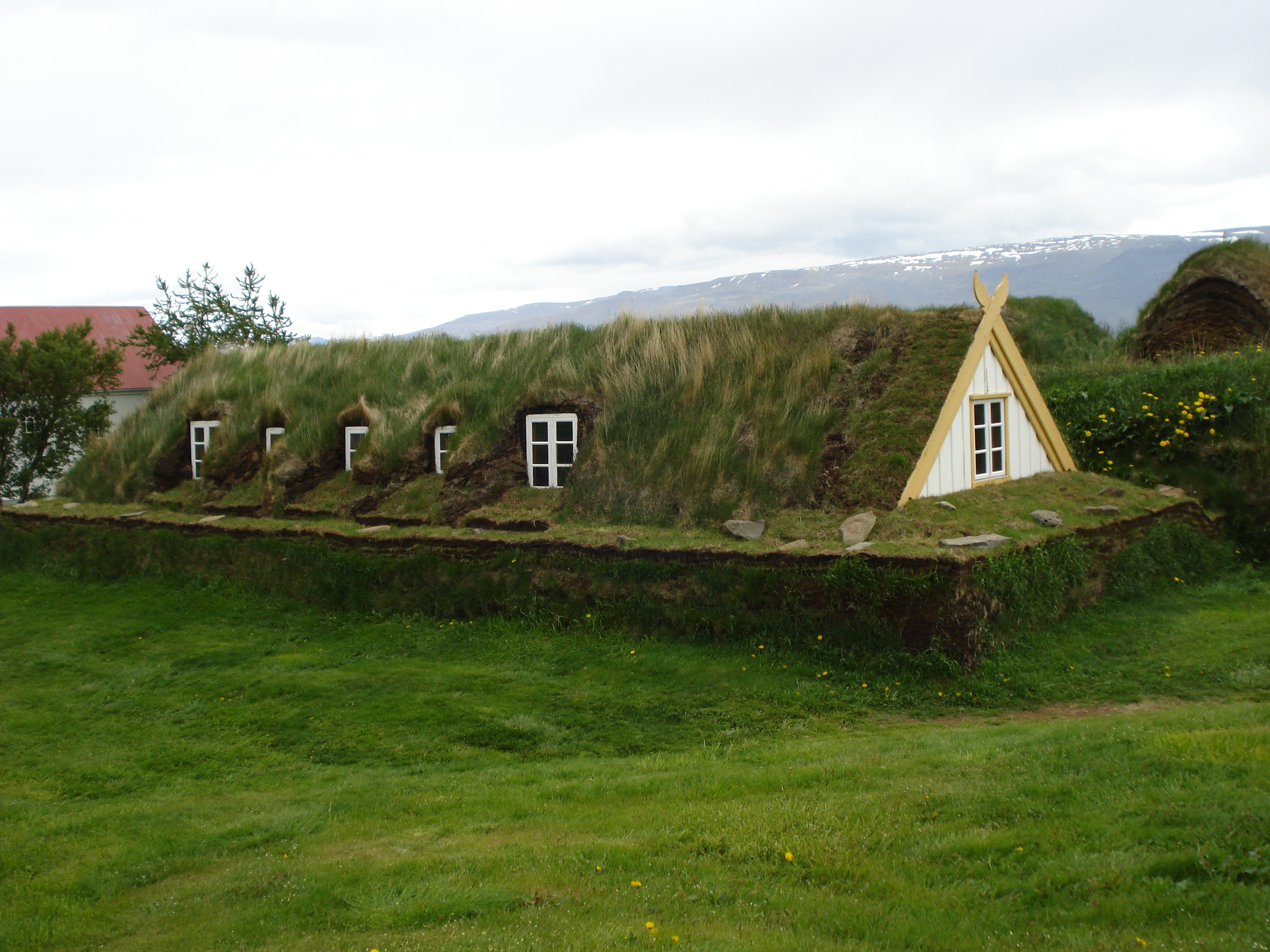
En Glaumbær.
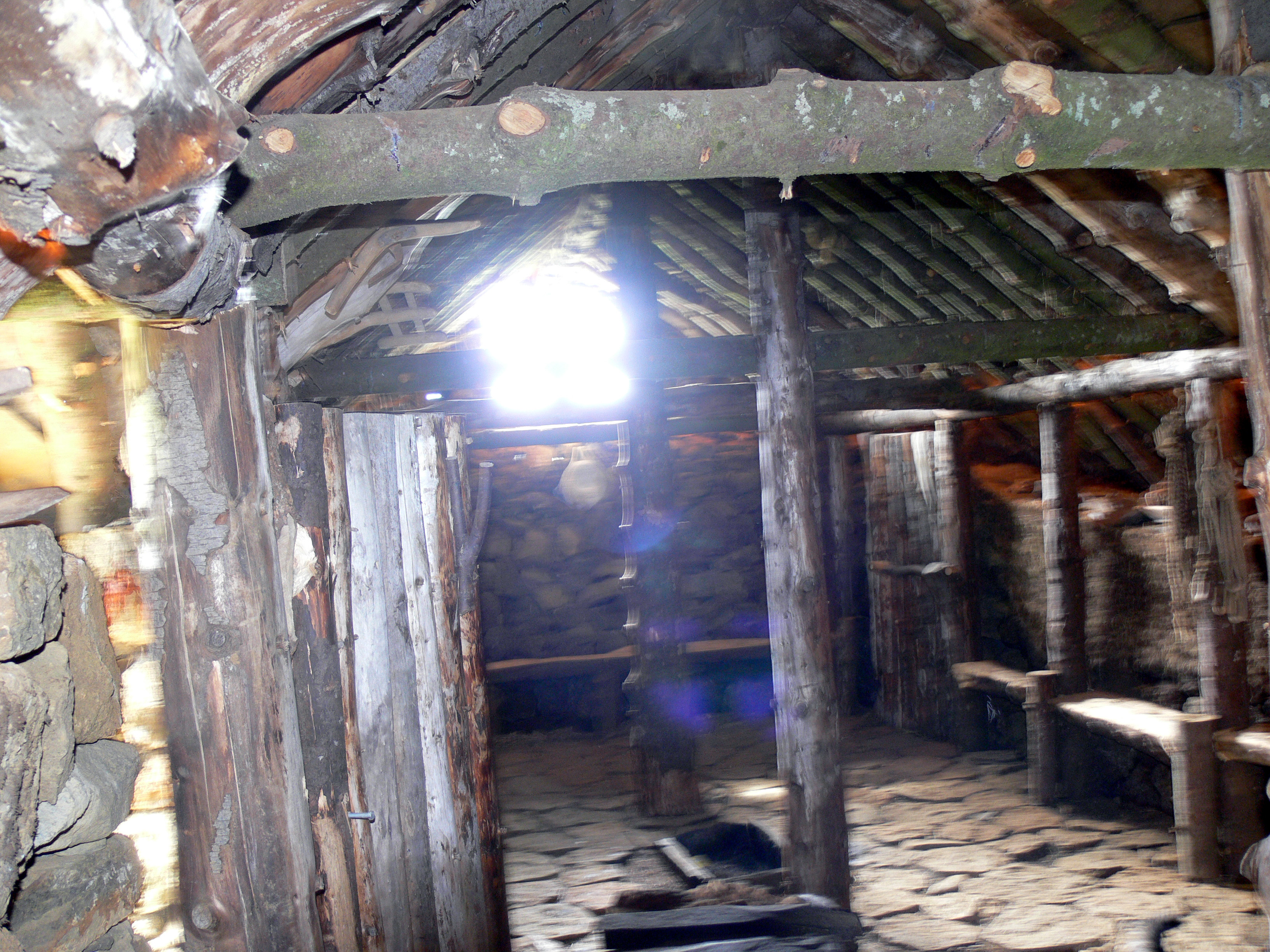
El interior de una reconstrucción en Fljótshlíð.
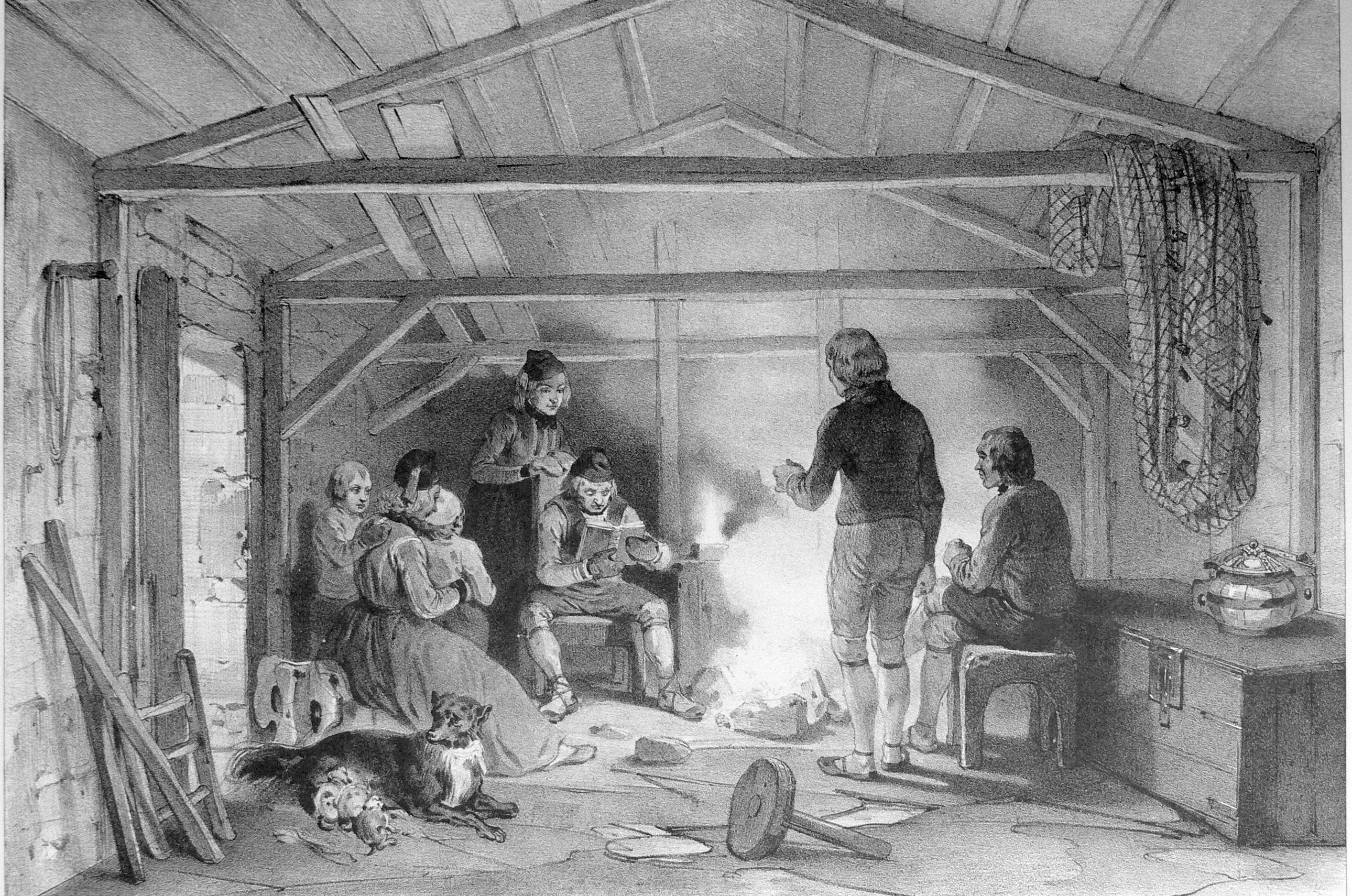
De la visita a Islandia de Gaimard.